# Sobiepany
Sobiepany – wieś w Polsce położona w województwie łódzkim, w powiecie łaskim, w gminie Sędziejowice.
W latach 1975–1998 miejscowość administracyjnie należała do województwa sieradzkiego.

## Historia
Nazwa wsi wiąże się z legendą o dwóch gospodarzach mieszkających po przeciwnych stronach drogi, z których każdy był sobie panem. Miejscowość jest wymieniana w źródłach pisanych od XIV w. W 1827 r. wieś obejmowała 10 domów zamieszkanych przez 57 mieszkańców, a w 1889 r. - 30 domów zamieszkanych przez 75 mieszkańców. 
W 1916 r. otwarto w Sobiepanach szkołę.
W 1928 r. utworzono jednostkę Ochotniczej Straży Pożarnej. 
W okresie II wojny światowej mieszkańcy zostali wysiedleni, a gospodarstwa zasiedlone przez ludność niemiecką. W tym okresie w Sobiepanach mieścił się szpital polowy.